# Konopné textilní vlákno

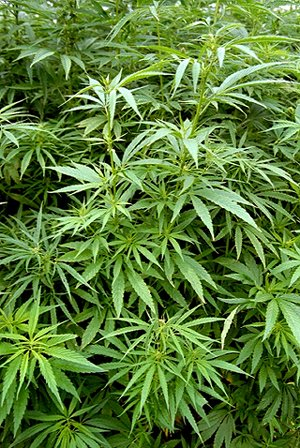
Cannabis sativa

Konopná textilní vlákna se získávají ze stonku konopí setého (Cannabis sativa).

## Historie
| Produkce konopí v tunách 2003, 2013 a 2021 |        |       |        |       |            |         |       |
| 2003                                       | 2003   | 2003  | 2013   | 2013  | 2021       | 2021    | 2021  |
| Francie                                    | 4 300  | 14 %  | 48 264 | 71 %  | Francie    | 143 110 | 47 %  |
| Čína                                       | 24 000 | 79 %  | 16 000 | 24 %  | Čína       | 72 878  | 24 %  |
| Chile                                      | 1 250  | 4 %   | 1 450  | 2 %   | USA        | 15 113  | 5 %   |
| Ukrajina                                   | 150    | < 1 % | 1 450  | 1 %   | Sev. Korea | 15 097  | 5 %   |
| Maďarsko                                   | 40     | < 1 % | 600    | < 1 % | Polsko     | 15 080  | 5 %   |
| Rusko                                      | 300    | 1 %   | 300    | < 1 % | Nizozemsko | 13 280  | 4 %   |
| Rumunsko                                   | 100    | < 1 % | 150    | < 1 % | Rakousko   | 10 700  | 4 %   |
| Polsko                                     | 15     | < 1 % | 30     | < 1 % | Itálie     | 4 710   | 2 %   |
| Turecko                                    | 150    | < 1 % | 1      | < 1 % | Chile      | 4 878   | 1 %   |
| Španělsko                                  | 8      | < 1 % | 0      | 0 %   | Rumunsko   | 2 770   | 1 %   |
| Srbsko                                     | 2      | < 1 % | 0      | 0 %   | Ostat.(10) | 5 474   | 2 %   |
| Celkem                                     | 30 315 | 100 % | 67 785 | 100 % | Celkem     | 302 451 | 100 % |

Seté konopí pochází pravděpodobně ze střední nebo východní Asie. Nejstarší konopné textilie byly nalezeny v Číně a v Japonsku. Např. z vykopávek v japonském Torihama pocházejí zbytky provazů a plošných textilií ve stáří cca 9 000 let. Také nejstarší známy papír (z 1. století před n. l.) byl z konopného vlákna. Obrovský rozkvět nastal v 17. století, kdy se například na plachty a lana jedné lodi spotřebovalo až 100 tun konopí. 
V roce 2021 dosáhly osevní plochy celosvětově cca 79 000 hektarů, hektarové výnosy se zvýšily v posledních 30 letech až na sedminásobek. Celosvětová roční sklizeň v rozsahu cca 300 000 tun vláknového konopí (jak ukazuje následující tabulka) byla dosud dosahována jen v 60. letech 20. století. 
V Evropské unii je povolené jen pěstování konopí s nízkým obsahem THC, v Česku do 0,3 % obsahu THC.
Produkce v ČR dosáhla v roce 2021 celkem 60 tun.

## Vlastnosti
Elementární vlákna mají délku 15–30 mm a tloušťku 15–25 µm. Pevnost vlákna, která za sucha dosahuje 40–80 cN/tex, je v průměru vyšší než u lnu a zvyšuje se za mokra až o 20 %. Konopí má ze všech přírodních vláken nejlepší odolnost proti vlivům povětrnosti.
Cena spřadatelných vláken dosahovala v letech 2010–2012 cca 2,00–2,30 USD/kg, konopná příze stála 6,50–7,00 USD/kg. Analýzu světového trhu s konopím v roce 2016 dává online např. Global Hemp Market 2016.

## Pěstování
Rostlina může dosáhnout až 3,5 m délky. Výnos surové slámy se pohybuje mezi 5 a 11 t/ha, výrobní náklady na tunu konopné slámy se kalkulují např. v Německu na cca 250 €.
Ze slámy se dá získat průměrně 28 % vláken pro textilní a jiné technické účely a 55 % pazdeří (na stavební materiál, slámu pro stáje aj.). Od EU dostávají pěstitelé výpomoc asi 24 €/tunu slámy, pěstování v Evropě je však sotva rentabilní.

## Zpracování vláken

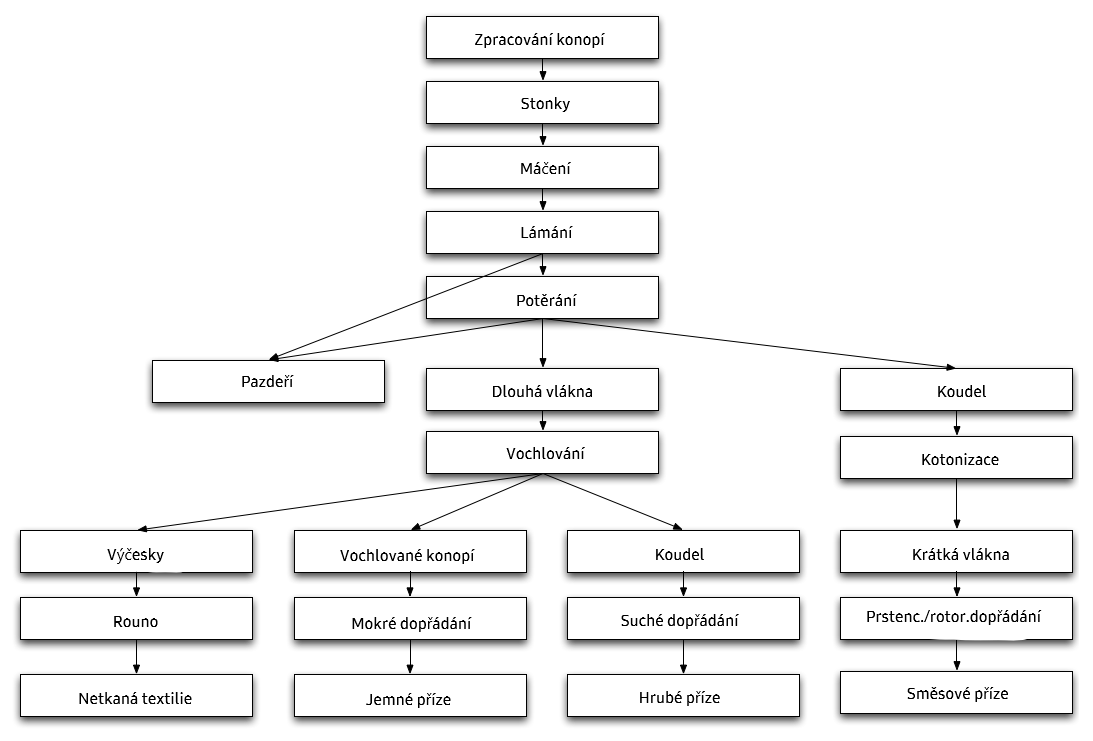
Schéma zpracování konopných vláken

### Použití konopí na výrobu příze
Konopné příze se vyrábí:
- "klasickým" způsobem (podobně jako lněné příze): rosení/máčení – potěrání – vochlování – předpřádání – dopřádání. Výrobní zařízení jsou několik desítek let stará, náklady jsou podstatně vyšší než např. při zpracování bavlny. Nové technologie rozvolňování (párou, ultrazvukem a další) se zatím nedostaly ze stádia pokusů.[7]
- z kotonizovaného konopí: Vlákna jsou chemickým procesem přizpůsobena bavlně, nemusí se rosit ani potěrat a zpravidla se bělí. Většinou se spřádají ve směsi s bavlnou nebo s chemickými vlákny stejným postupem jako bavlněná vlákna.

| Stupeň výroby          | Výtěžek v kg | Výtěžek v kg | Výtěžek v kg | Výtěžek v kg | Výtěžek v kg | Výtěžek v kg | Výtěžek v kg | Výtěžek v kg |
| surové stonky          | 1000         | 1000         | 1000         | 1000         | 1000         | 1000         | 1000         | 1000         |
| máčené, suché stonky   | 900          | 900          | 900          | 900          | 900          | 900          | 900          | 900          |
| Druhy vláken           | dlouhá       | dlouhá       | krátká       | krátká       | koudel       | koudel       |              |              |
| potěrané stonky        | 100          | 100          | 100          | 100          | 120          | 120          |              |              |
| vochlovaná vlákna      | 38           | 38           | 56           | 56           | --           | --           |              |              |
| mykaný pramen          | --           | --           | 43           | 43           | 84           | 84           |              |              |
| příze                  | 34           | 34           | 37           | 37           | 73           | 73           |              |              |
| tkaniny (po úpravě)    | 30           | 30           | --           | --           | --           | --           |              |              |
| šňůry/lana (po úpravě) | --           | --           | 36           | 36           | 69           | 69           |              |              |

Nákres vpravo znázorňuje schematicky obě výrobní technologie a následující tabulka ukazuje příklad exploatace 1000 kg konopných stonků při zpracování na textilní výrobky „klasickým“ způsobem. (V tabulce není uvedeno, že se při potěrání a vochlování odděluje od dalšího zpracování 610 kg pazdeří a 70 kg různých nečistot). Celkový výsledek 135 kg tkanin a provaznických výrobků odpovídá průměrnému váhovému množství hotových textilií, které se dá získat z konopných stonků.
Z aktuálních údajů o produkci (2007) se dá odvodit, že jen asi z pětiny konopných vláken se vyrábí příze. V roce 2006 dodávala například Čína 1 000 tun přízí z čistého konopí a 10 000 tun textilií ze směsi konopí s jinými vlákny. V Evropě se uvádí Rumunsko jako jediný výrobce konopných přízí.
Na americkém a evropském (i českém) trhu se však nabízí poměrně široký sortiment ručně pletacích přízí, provazů, lan, tkaných a pletených oděvů i bytových textilií ze směsi konopí s bavlnou, vlnou i elastanem (ponožky). Jen omezený počet výrobků je zhotoven ze 100 % konopí. Použité příze dosahují jemnosti 42 tex.

### Konopná vlákna v technických výrobcích
Velká většina konopných vláken ve světě a v Evropě prakticky celá sklizeň se v současné době zpracovává na součásti nebo příměs různých technických výrobků.
V Evropě se například v roce 2006 použilo (patřičně připravených 23 000 tun) konopných vláken z
66 % na speciální papír,
20 % na izolační materiál,
12 % na netkané textilie,
2 % na ostatní výrobky
Způsoby zpracování a použití:
- Rozvolňování konopných stonků se provádí na rozdíl od tradičního způsobu tak, že se materiál předkládá rozvolňovacímu agregátu neurovnaný.[10] Vlákna jsou více namáhána a krácena, přidává se k nim i koudel a v některých výrobních linkách je zařazeno mykání. Z tuny suroviny se tak získá asi 250 kg „technických“ vláken s obsahem pod 5 % pazdeří. Rozvolněný vlákenný materiál se používá na netkané textilie (plsti, rouna, pojené textilie) a některé druhy celulózy .
- Konopný odpad a podřadná vlákna se rozvolňují na kladivových drtičích. Z drtiče vychází velmi krátká vlákna obsahující do 20 % pazdeří. Používají se k výrobě většiny celulóz. (Např. cigaretový papír obsahuje cca 80 % lněných a 20 % konopných vláken).[11]

## Galerie

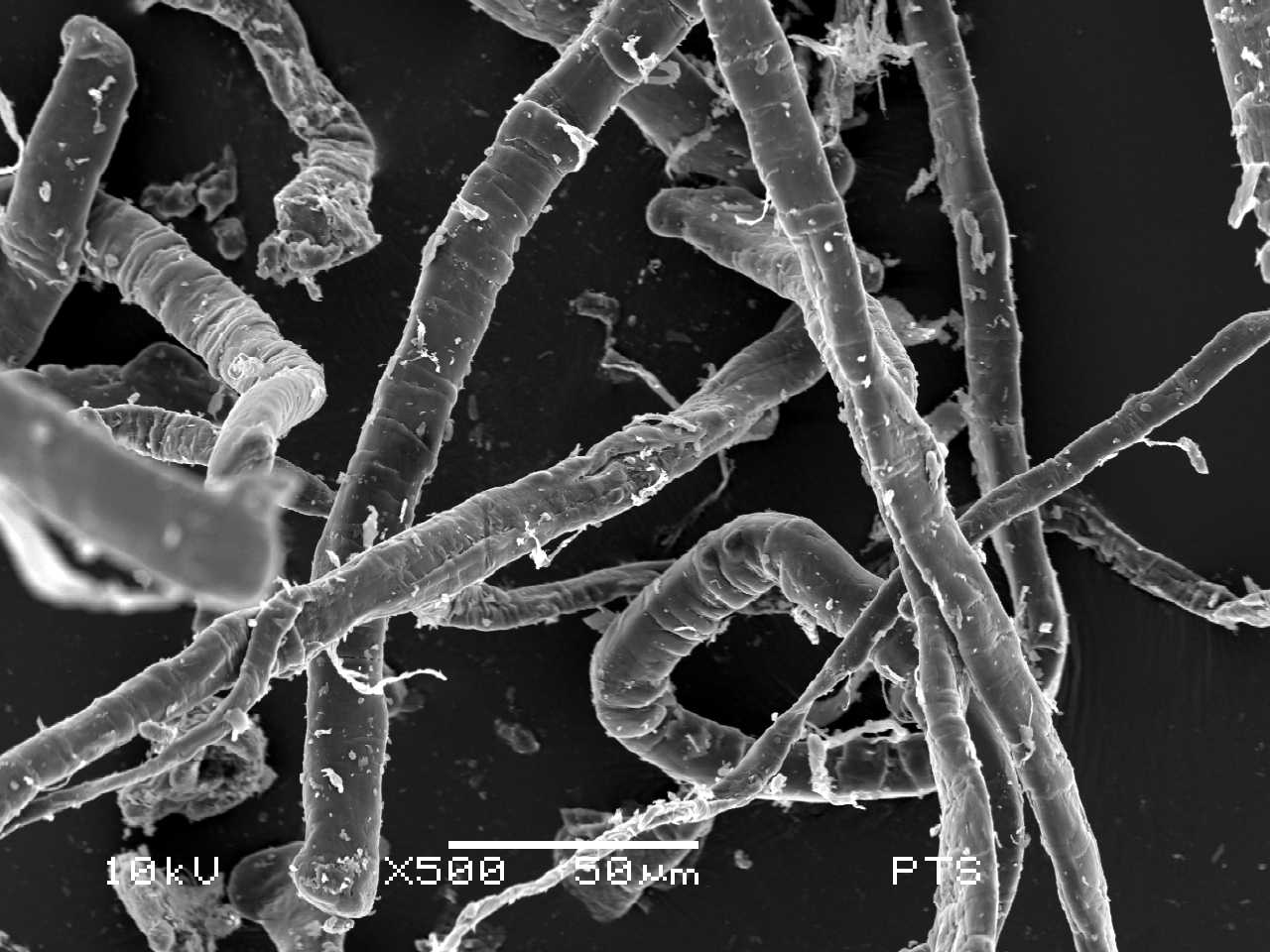
Konopné vlákno 400 x zvětšené
- Sklizeň: Horní část s listím odděleně od vlákenných stonků
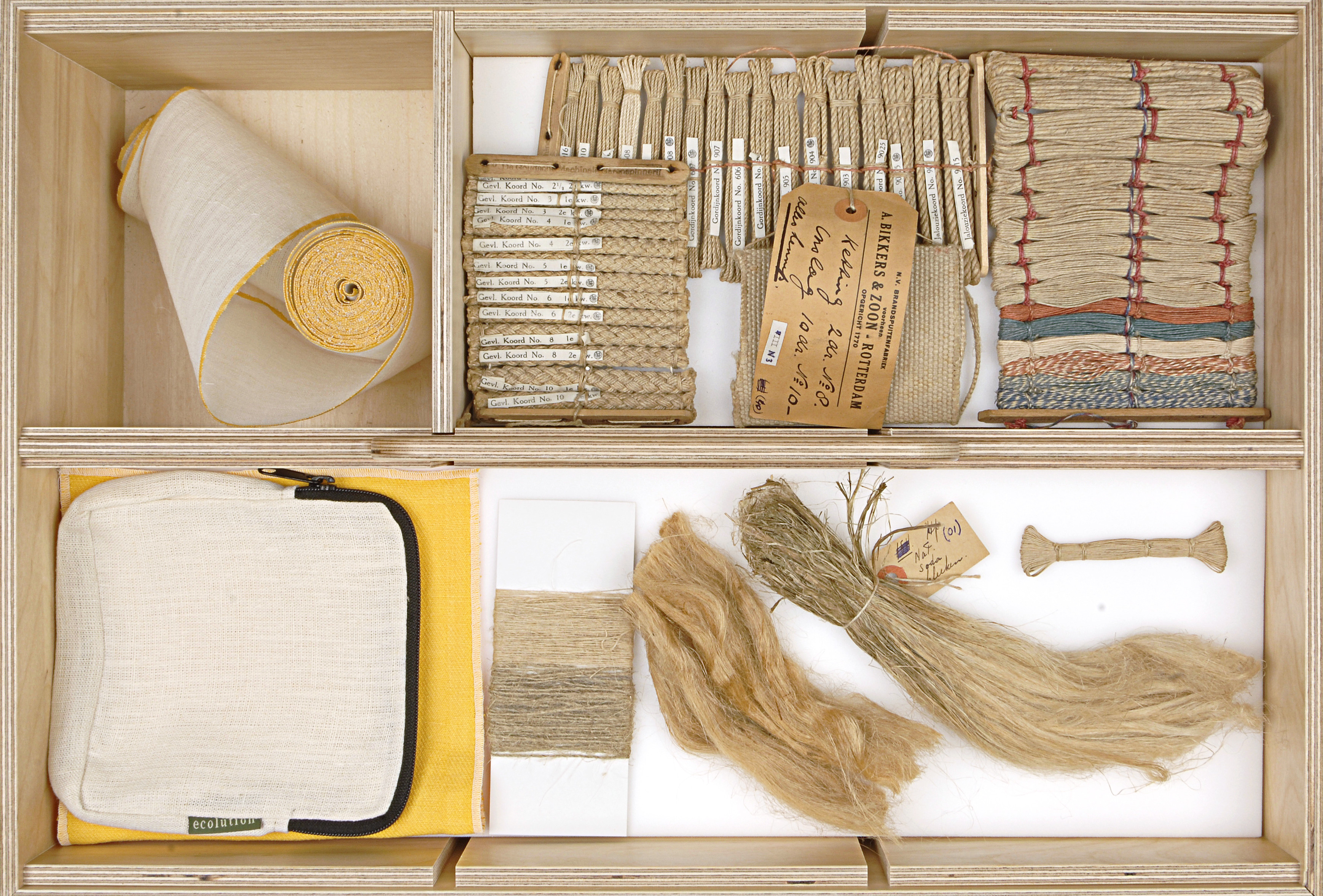
Polotovary a výrobky z konopných vláken (Textilní muzeum v Tilburgu)
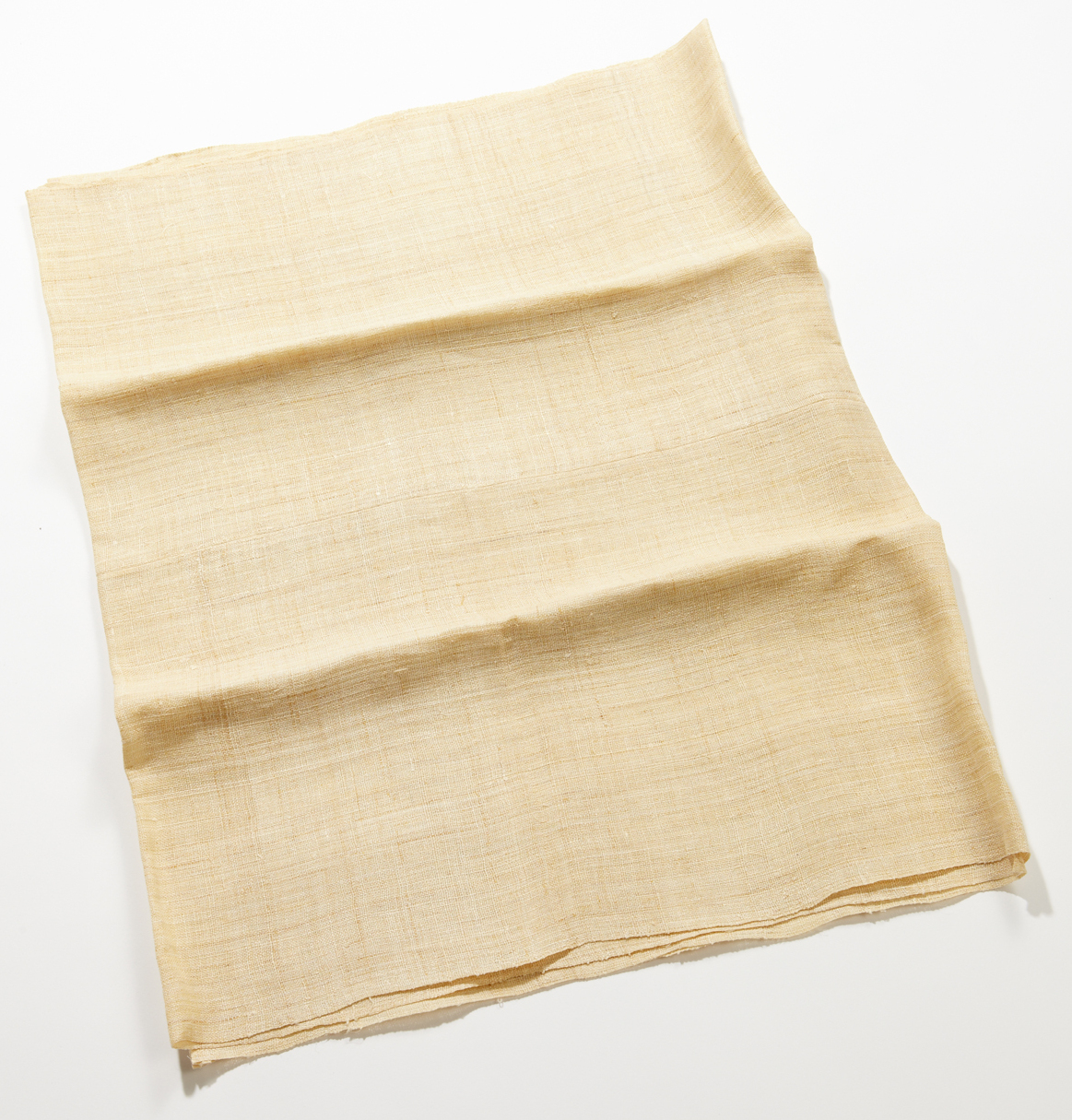
Tkanina na korejské tradiční oděvy z konopí sambe
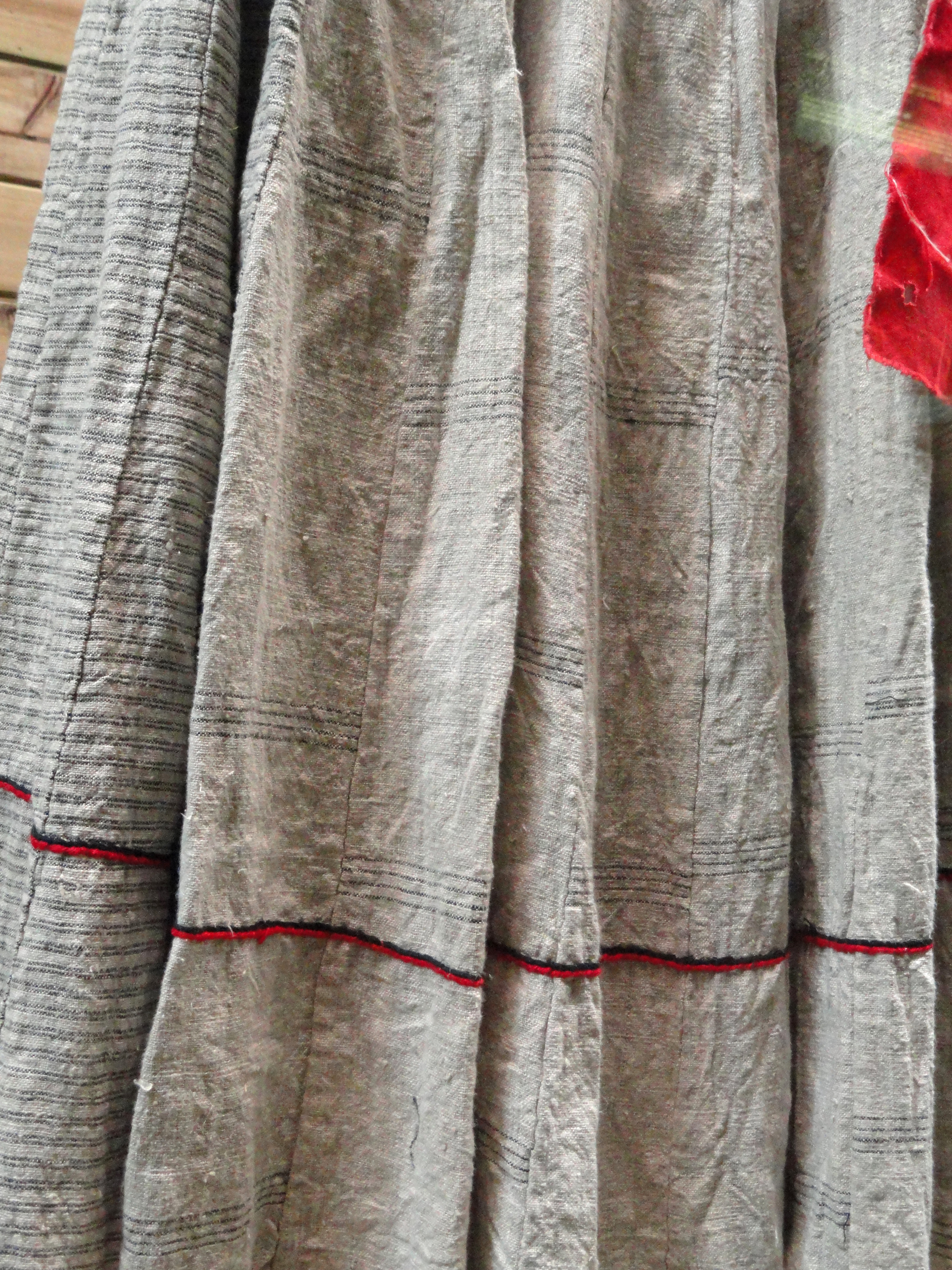
Sukně z konopné tkaniny (z oděvů čínské menšiny Lisu v Muzeu národností v Jünnanu)
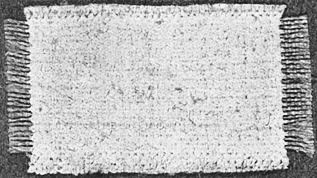
Konopná plachtovina z 20. let 20. století.  0snova z konopí 60 tex x 2, útek z koudele 100 tex, dostava  12/10 nití/cm
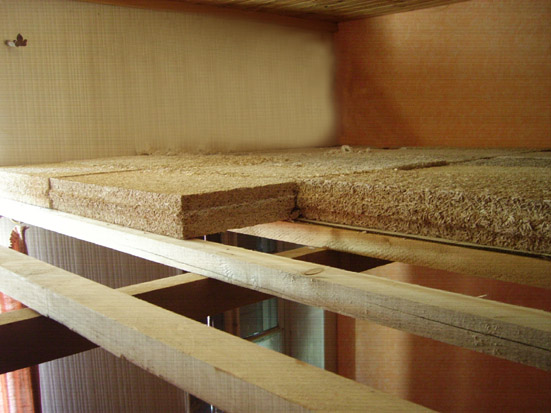
Zvuková izolace z konopného pazdeří